# Gotha WD 7
Die Gotha WD 7 war ein deutsches Schwimmerflugzeug des Ersten Weltkriegs. Sie gehörte nach der Flugzeug-Gruppeneinteilung der Kaiserlichen Marine zu den Großflugzeugen (G-Typen). Das Firmenkürzel WD steht für Wasserflugzeug–Doppeldecker.

## Entwicklung
Die WD 7 war das erste zweimotorige Schwimmerflugzeug der Gothaer Waggonfabrik (GWF) und gleichzeitig das Erste bei der Marine eingesetzte dieser Art. Es wurde aufgrund eines im Februar 1915 vom Reichsmarineamt erteilten Auftrags für ein G-Flugzeug mit MG-Bewaffnung entworfen. Der Prototyp sollte laut Forderung binnen Jahresfrist fertiggestellt werden. Für den für Mehrzweckaufgaben bestimmten Typ orientierte sich der Chefkonstrukteur der Abteilung II Karl Rösner bei der Konstruktion an der einmotorigen WD 2 von 1914. Die erste WD 7 mit der Marine Nummer 119 wurde im Dezember 1915 eingeflogen und vom Seeflugzeug-Versuchskommando (SVK) in Warnemünde im Januar 1916 abgenommen. Da in Gotha für die weitere Bau- und Erprobungstätigkeit von Marineflugzeugen keine geeigneten Wasserflächen zur Verfügung standen, errichtete die GWF im gleichen Jahr auf dem Breitling in Warnemünde eine Fabrikhalle. Die Erprobung bescheinigte der WD 7 gute Flugeigenschaften und das verwendete zweistufige Schwimmwerk verlieh dem Muster eine gute Seefähigkeit, so dass eine Kleinserie von weiteren sieben Flugzeugen mit den Nummern 670–676 aufgelegt und bis August 1916 ausgeliefert wurde.
Aus der WD 7 entstand im August 1916 das zweimotorige Torpedoflugzeug WD 11, für das aufgrund der guten Ergebnisse mit dem WD-7-Prototyp im Februar 1916 ein Entwicklungsauftrag ergangen war. Aus diesem wiederum ging die in größerer Stückzahl produzierte WD 14 hervor. Die ebenfalls 1916 in einem Exemplar abgeleitete einmotorige Aufklärerversion WD 8 mit einem 240-PS-Motor von Maybach erhielt 1918 einen Daimler-Antrieb mit 260 PS und die Bezeichnung WD 28, wurde damit aber aufgrund der Kriegsereignisse nicht mehr erprobt.

## Einsatz

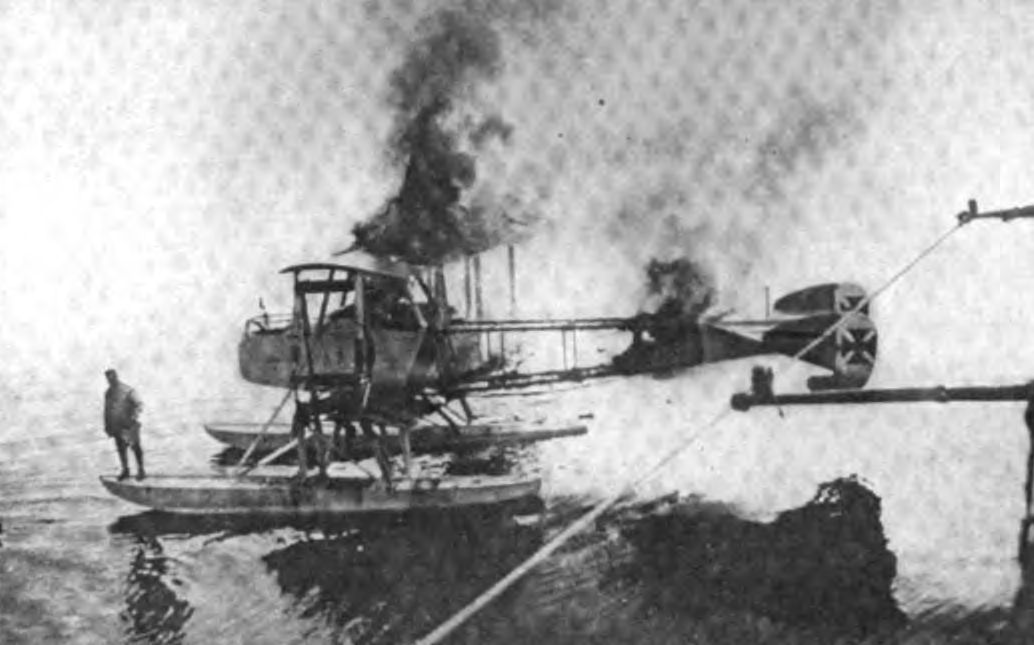
Die aus Joseph Kaspar und Max Rund bestehende Besatzung des Prototyps Nr. 119 kurz vor ihrer Gefangennahme am 8. April 1916

Die Flugzeuge wurden mit verschiedenen Antrieben von Argus oder Daimler-Mercedes ausgerüstet und dienten anfangs in der Nordsee für Aufklärungs- und Sicherungsflüge. Als aber die Ausbildung von Torpedofliegern zunehmend an Bedeutung gewann, wurden sie nach Holtenau und Fahrensodde verlegt und von den dortigen Seeflugstationen zur Umschulung von Angehörigen dieser Waffengattung auf zweimotorige Muster eingesetzt. Aufgrund ihrer Beliebtheit fanden sie auch außer der Reihe als Verbindungsflugzeuge für Kommandeursränge Verwendung.
Der Prototyp wurde am 8. April 1916 bei einem Einsatz über der Nordsee durch feindlichen Beschuss zu einer Notlandung im Ärmelkanal gezwungen. Der Besatzung gelang es, das Flugzeug in Brand zu stecken, bevor sie in französische Gefangenschaft geriet. Die Registrierung der Nr. 672 erlosch am 27. August 1917, Nr. 675 diente in Fahrensodde und wurde am 6. Oktober aus dem Bestand gestrichen. Die WD 7 mit der Nummer 670 wurde bereits vorher bei einer Bruchlandung schwer beschädigt und am 20. Juli des Jahres aus den Listen entfernt. Die Marine Nummer 674 diente im Winter 1916/1917 als bewaffneter Aufklärer von Norderney aus und wurde anschließend bis zum April 1918 als Schulflugzeug in Fahrensodde eingesetzt.
Die letzte WD 7 mit der Marine Nummer 676 wurde vom SVK ab Mai 1917 für den versuchsweisen Einbau einer von der Deutschen Waffen- und Munitionsfabrik entwickelten 37-mm-Kanone beweglich im Beobachterstand genutzt. Die Tests verliefen nicht erfolgreich, die Waffe wurde im September von der Marineleitung abgelehnt. Ein ähnlicher Versuchsaufbau wurde im Februar 1918 mit einer 20-mm-Becker-Kanone praktiziert, der ab April mit einer W 19 fortgeführt wurde.

## Aufbau
Die WD 7 war ein zweistieliger, verspannter Doppeldecker mit einem in einer senkrechten Schneide auslaufendem Rumpf mit rechteckigem Querschnitt. Er bestand aus einem mit Draht ausgekreuzten Holzfachwerk mit Gurten und Spanten aus Spruce und Sperrholzbeplankung. Im Bug befand sich vor der Pilotenkabine der mit einem Maschinengewehr auf Drehlafette ausgerüstete Beobachterstand. Die Tragflächen besaßen einen rechteckigen Umriss, wobei der Oberflügel einteilig und der am Rumpfuntergurt angeschlossene Unterflügel zweiteilig ausfiel und eine geringere Spannweite aufwies. Das Leitwerk bestand aus der trapezförmigen, auf der Rumpfoberseite aufliegenden, durch V-Streben am Rumpf abgestützten Höhenflosse mit unausgeglichenem, einteiligen Höhenruder und dem zweiteiligen Seitenleitwerk aus dreieckigen Scheiben an den Enden der Höhenflosse, mit Stahlrohrstreben am oberen Rumpf abgestützt. Seiten-, Höhen- und Querruder wurden aus stoffbespannten Stahlrohrgerüsten gebildet. Die beiden hölzernen Schwimmer besaßen einen rechteckigen Querschnitt sowie je zwei Stufen. Sie waren durch Streben aus Profilstahl mit dem Rumpf verbunden und mit Stahldraht verspannt.

## Technische Daten

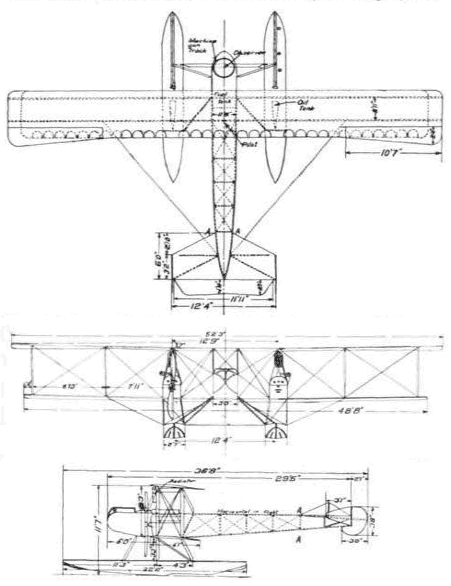
Dreiseitenriss

| Kenngröße             | Daten                                                         |
| --------------------- | ------------------------------------------------------------- |
| Besatzung             | 2                                                             |
| Spannweite            | 16,8 m                                                        |
| Länge                 | 11,3 m                                                        |
| Höhe                  | 3,59 m                                                        |
| Flügelfläche          | 55,5 m²                                                       |
| Leermasse             | 1275 kg                                                       |
| Startmasse            | 1785 kg                                                       |
| Antrieb               | zwei wassergekühlte Sechszylinder-Reihenmotoren Mercedes D II |
| Nennleistung          | 120 PS (88 kW) bei 1400/min                                   |
| Höchstgeschwindigkeit | 128 km/h in Bodennähe                                         |
| Steigzeit             | 9:30 min auf 1000 m Höhe                                      |
| Dienstgipfelhöhe      | 3500 m                                                        |
| Reichweite            | 475 km                                                        |
| Bewaffnung            | ein bewegliches 7,9-mm-MG Parabellum                          |